# Zosterops nigrorum
Zosterops nigrorum là một loài chim trong họ Zosteropidae.